# 869

## Decese
- 14 februarie: Chiril de Salonic, 41 ani, călugăr și misionar grec, creatorul alfabetului chirilic, împreună cu fratele său Metodiu de Salonic, canonizat sfânt (n. 827)